# Betsson
Betsson AB (früher Cherryföretagen AB) ist ein Unternehmen, das im Online-Glücksspiel-Bereich tätig ist. Die von der Betsson AB betriebenen Seiten bieten unter anderem Casinos, Bingo, Poker und Sportwetten an. Die Betsson AB verfügt dabei über mehr als 20 verschiedene Glücksspielmarken. Dazu gehören unter anderem Betsson, Betsafe und NordicBet. Die Betsson AB ist in der NASDAQ Stockholm Large Cap List notiert.

## Geschichte
Die Betsson AB wurde 1963 unter dem Namen AB Restaurang Rouletter von Bill Lindwall und Rolf Lundström gegründet. Später wurde der Name in Cherryföretagen AB (Cherry) geändert. Das Hauptbetätigungsfeld war der Betrieb von Spielautomaten in Schweden. 1998 erwarb Cherry einen Minderheitsanteil an Net Entertainment. In dieser Zeit begannen die Tätigkeiten von Cherry im Online-Glücksspiel-Markt. 2005 übernahm Cherry den britischen Sportwettenanbieter Betsson. 2006 wurde mit der Cherryföretagen AB die landbasierte Sparte für Automatenspiele an die Aktieninhaber verkauft und der auf Online-Glücksspiele konzentrierte Konzern in Betsson AB umbenannt. 2007 wurde NetEnt aus dem Betsson-Konzern ausgegliedert.

## Standorte
Die Betsson AB beschäftigt über 2000 Mitarbeiter in 10 Ländern. Dazu gehören unter anderem Malta, Schweden, Großbritannien, Litauen und Ungarn. Der Hauptsitz ist in Stockholm, ein überwiegender Teil der Mitarbeiter ist aber am Standort auf Malta tätig.

## Produkte
Die Betsson AB bietet verschiedene Produkte aus dem Bereich der Online-Glücksspiele an. Dazu gehören Anbieter wie Betsson.com, Betsafe, Winner Casino, Nordic Bet, Race Bets und Star Casino.